# Gloeotromera alba
Gloeotromera alba är en svampart som först beskrevs av Lloyd, och fick sitt nu gällande namn av Ervin 1956. Gloeotromera alba ingår i släktet Gloeotromera, ordningen Auriculariales, klassen Agaricomycetes, divisionen basidiesvampar och riket svampar.   Inga underarter finns listade i Catalogue of Life.